# Johann Georg Wagler
Johann Georg Wagler (28 de marzo de 1800 - 23 de agosto de 1832) fue un herpetólogo alemán. 
Wagler fue asistente de Johann Baptist von Spix, sucediéndolo a su muerte como Director del Museo Zoológico en la Universidad de Múnich, en 1826. 
Trabajó en las extensas colecciones traídas de Brasil y escribió la Monographia Psittacorum (1832), que incluía descripciones del guacamayo azul. 

## Obra
- "Serpentum Brasiliensium Species Novae" (1824)
- "Herpetology of Brazil" Society for the Study of Amphibians and Reptiles (1981) (Con Johann Baptist von Spix)
- "Monographia Psittacorum" Monaco (1832).

## Abreviatura (zoología)
La abreviatura Wagler  se emplea para indicar a Johann Georg Wagler como autoridad en la descripción y taxonomía en zoología.